# 开放式基金
开放式基金（英語：Open-end fund）是一类证券投资基金，它可以在任何时候发行（issue）和赎回（redeem）任意数量的基金数额。投资者通常直接从基金發行商处直接购买，而非已有的基金持有人。该概念与封闭式基金相对应（closed-end fund），后者通常一次性发行全部份额，然后允许份额在投资者之间进行交易。